# Kit Chan
Kit Chan Jie Yi (chino tradicional: 陈洁仪; chino: 陈洁仪, pinyin: Chen Jieyi, Singapur, 15 de septiembre de 1972) es una cantante, actriz y escritora singapurense, que se abrió en el mercado de la música ingresando al mercado taiwanés con un álbum conteniendo canciones cantados en mandarín, como el tema musical titulado, Angustia (心痛), de 1994. El año anterior, 1993, vio el nacimiento de su primer EP, con su primer sencillo titulado Armonía (不要 伤 了 和气).

## Biografía
Chan habla con fluidez el mandarín y cantonés, además es embajadora cristiana de la organización humanitaria World Vision.
La cantante ha tenido la oportunidad de expresar su versatilidad no sólo en la escena musical, sino también al teatro, así como realizando shows con canciones de sus habilidades lingüísticas en cantonés e Inglés. En cuanto al teatro, consiguió interpretar un personaje principal en el musical de Hong Kong Snow.Wolf.Lake junto a Jacky Cheung, ambas publicadas en 1997 en la versión cantonesa que se encuentra en el mandarín en 2005. Posteriormente desempeñó el personaje en La leyenda de Teresa Teng, y el de la viuda emperatriz Cixi en la Ciudad Prohibida: Retratando a una emperatriz. También interpretó a la protagonista femenina en la producción holandesa de Oriente y Occidente, Hong Kong, y Taiwán en el musical ¿Qué es el amor tiene que ver con esto?.
En 2004, la artista ha anunciado una pausa en la escena del pop chino con el fin de dedicarse a sus intereses personales.
En septiembre de 2006 volvió a interpretar otro personaje en la escena musical de la Ciudad Prohibida: Retrato de una emperatriz, con lo que el espectáculo en las diferentes regiones de Asia y con la esperanza de una gira mundial.

## Discografíaa
| Fecha de publicación     | Título                                          |
| ------------------------ | ----------------------------------------------- |
| Septiembre de 1993       | - Do Not Destroy The Harmony 不要傷了和气 (EP)  |
| Noviembre de 1994        | - Heartache 心痛                                |
| Junio de 1995            | - Cornered 逼得太紧                             |
| Junio de 1996            | - Sadness 伤心                                  |
| Diciembre de 1996        | - Don’t Let Me Hate You 别让我恨你              |
| Diciembre de 1997        | - Revelation 揭晓 (cantonese)                   |
| Mayo de 1998             | - Home 家 (Singolo)                             |
| Mayo de 1998             | - Dreams and Memories 有你愛过 (cantonese)      |
| Agosto de 1998           | - Too Deep In The Act 入戏太深                  |
| Agosto de 1999           | - Dazzling 炫耀                                 |
| Enero de 2000            | - That Day, That Night 那天那夜                 |
| Abril de 2000            | - Best 最好 (cantonese)                         |
| Junio de 2000            | - Lola 萝拉                                     |
| Marzo de 2001            | - Numbness 麻醉 (cantonese)                     |
| Enero de 2002            | - Like Kit 喜歡.潔儀.喜歡 (Compilation)         |
| Septiembre de 2002       | - Dreamscape 异想世界                           |
| 28 de septiembre de 2003 | - Understand 懂得                               |
| Julio de 2004            | - East Toward Saturn 东弯土星                   |
| Agosto de 2008           | - Kit Chan Selections 私房歌 (2 CD)             |
| Abril de 2009            | - Kit Chan Selections 私房歌 (24K Edizione Oro) |
| Abril de 2009            | - Wait and Wait 等了又等                        |

## Teatri
| Anno | Tipo de espectáculo              | Título                                              | Locación          |
| ---- | -------------------------------- | --------------------------------------------------- | ----------------- |
| 1997 | - Musical (cantonese)            | - Snow.Wolf.Lake (雪狼湖)                           | - Hong Kong       |
| 1998 | - Musical (cantonese)            | - The Legend (漫步人生路)                           | - Hong Kong       |
| 2002 | - Musical (cantonese)            | - East Meets West (千里情牽)                        | - Hong Kong       |
| 2002 | - Musical (inglese)              | - Forbidden City: Portrait of an Empress (慈禧太后) | - Singapur        |
| 2003 | - Musical (mandarino)            | - What's Love About? (愛情有什麼道理)               | - Singapur        |
| 2003 | - Musical (inglese)              | - Forbidden City: Portrait of an Empress (慈禧太后) | - Singapur        |
| 2005 | - Musical (mandarino)            | - Snow.Wolf.Lake (雪狼湖)                           | - Cina, Hong Kong |
| 2006 | - Musical (inglese)              | - Forbidden City: Portrait of an Empress (慈禧太后) | - Singapur        |
| 2009 | - Concerto (mandarino/cantonese) | - Join Love Club Concert (情牽女人心演唱會)         | - Hong Kong       |

## Premio
| Año  | Premio                                                                                      |
| ---- | ------------------------------------------------------------------------------------------- |
| 1994 | - Singapore Hit Awards, "Miglior esordiente - raccomandata dai media"                       |
| 1995 | - Singapore Hit Awards, "Miglior artista locale"                                            |
| 1997 | - Ottavi Gold Awards, "Miglior artista donna cinese nel mondo"                              |
| 1997 | - Hit Radio Pop Music Awards, "Artista donna più prominente"                                |
| 1999 | - Singapore Hit Awards, "Miglior artista locale"                                            |
| 2000 | - Singapore Hit Awards, "Miglior artista locale"                                            |
| 2000 | - COMPASS Award, "Miglior artista locale dell'anno"                                         |
| 2000 | - Hit Radio Awards 2000, "Miglior artista cinese fuori dai territori di Hong Kong e Taiwan" |